# Лиманский район (Астраханская область)
Лима́нский район — административно-территориальная единица (район) и муниципальное образование (муниципальный район) в Астраханской области России.
Административный центр — посёлок городского типа Лиман.

## География
Лиманский район находится на юге Астраханской области, граничит с Икрянинским и Наримановским районами. Площадь 5,238 тыс. км².

## История
На протяжении многих веков земли района населяли племена кочевых народов: хазары, сарматы, печенеги, монголы. Первые поселения появились в начале XVIII века, когда царское правительство приступило к устройству линейного (Кизлярского) тракта, который нуждался в охране и содержании почтовых станций.
25 января 1935 года был образован Долбанский улус Калмыцкой автономной области (с 26 октября 1935 года — Калмыцкой АССР) в результате разукрупнения Приморского улуса. В соответствии Указом Президиума ВС СССР от 27 декабря 1943 года «О ликвидации Калмыцкой АССР и образовании Астраханской области в составе РСФСР» Калмыцкая АССР была упразднена, Долбанский улус был переименован в Лиманский район и передан вновь образованной Астраханской области.
В 1963 году Лиманский район был ликвидирован, его территория была передана Икрянинскому району Астраханской области. 12 января 1965 года Лиманский район был вновь образован.
С 1 января 2006 года в соответствии с Законом Астраханской области № 43/2004-ОЗ от 6 августа 2004 года в составе района образовано 16 муниципальных образований: 1 городское и 15 сельских поселений.

## Население

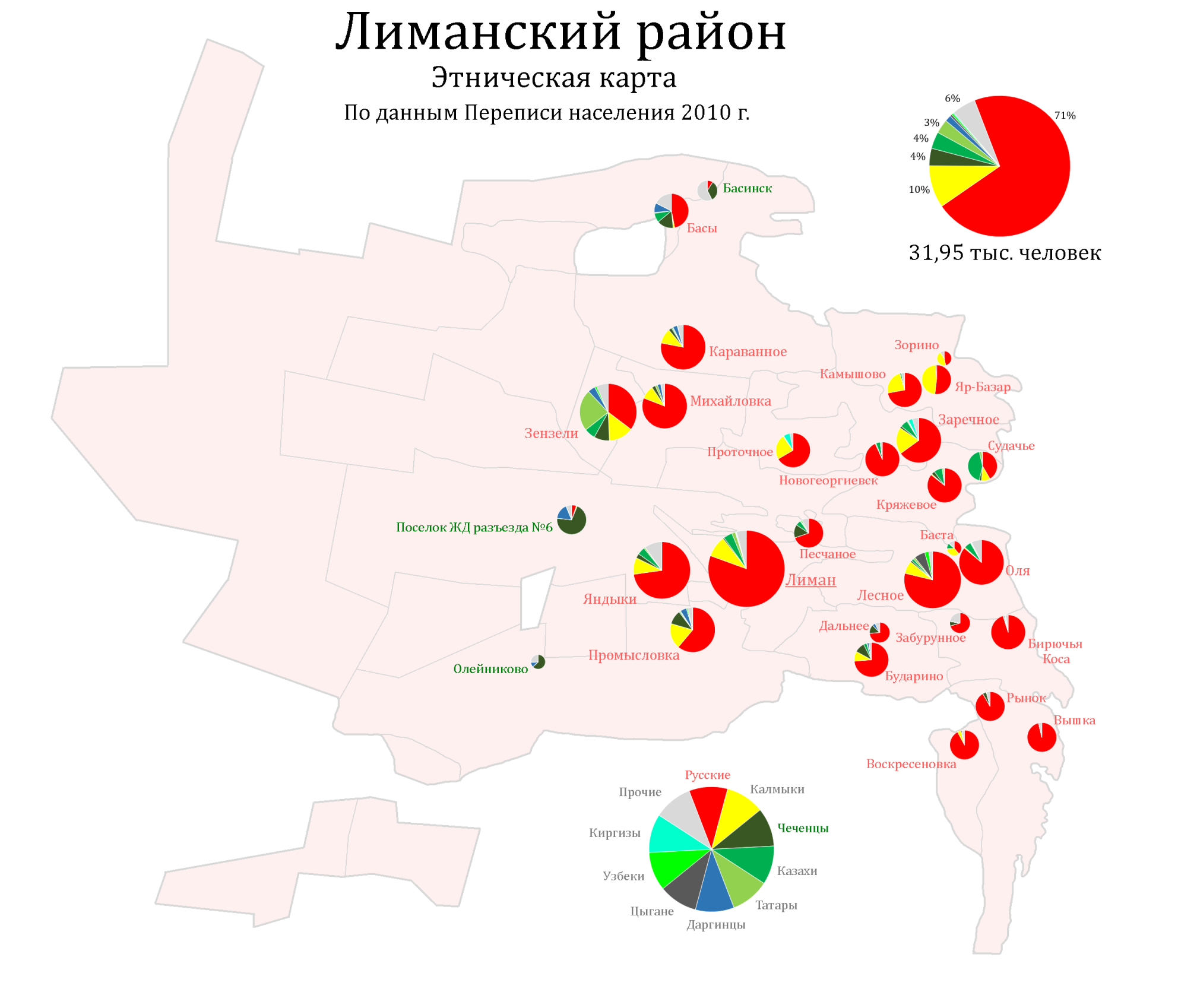
Этническая карта Лиманского района по каждому населённому пункту, перепись 2010 г.

| 1959    | 1970    | 1979    | 2002    | 2003    | 2004    | 2005    | 2006    | 2007    |
| ------- | ------- | ------- | ------- | ------- | ------- | ------- | ------- | ------- |
| 30 188  | ↗33 615 | ↘32 496 | ↗34 341 | ↗34 400 | ↘34 100 | →34 100 | ↘33 800 | ↘33 700 |
| 2008    | 2009    | 2010    | 2011    | 2012    | 2013    | 2014    | 2015    | 2016    |
| ↘33 300 | ↗33 544 | ↘31 952 | ↘31 898 | ↗32 309 | ↘31 880 | ↘31 478 | ↘31 306 | ↘31 168 |
| 2017    | 2018    | 2019    | 2020    | 2021    |         |         |         |         |
| ↘30 718 | ↘30 245 | ↘29 668 | ↘29 192 | ↘28 459 |         |         |         |         |

### Урбанизация
В городских условиях (пгт Лиман) проживают 31,67 % населения района.

### Национальный состав
По данным Всероссийской переписи населения 2010 года:
| Национальность | Численность (чел.) | Процентное соотношение |
| -------------- | ------------------ | ---------------------- |
| Русские        | 22 758             | 71,23%                 |
| Калмыки        | 3 102              | 9,71%                  |
| Чеченцы        | 1 274              | 3,99%                  |
| Казахи         | 1 227              | 3,84%                  |
| Татары         | 1 027              | 3,21%                  |
| Даргинцы       | 460                | 1,43%                  |
| Другие         | 1 396              | 4,37%                  |
| Не указали     | 718                | 2,25%                  |
| Всего          | 31 952             | 100,00%                |

По итогам переписи населения 2020 года проживали следующие национальности (национальности менее 0,1 % и другое см. в сноске к строке «Другие»):
| Национальность | Численность, чел. | Доля     |
| -------------- | ----------------- | -------- |
| Русские        | 20 112            | 70,67 %  |
| Калмыки        | 2422              | 8,51 %   |
| Чеченцы        | 1309              | 4,60 %   |
| Казахи         | 1017              | 3,57 %   |
| Татары         | 844               | 2,97 %   |
| Даргинцы       | 459               | 1,61 %   |
| Цыгане         | 241               | 0,85 %   |
| Аварцы         | 132               | 0,46 %   |
| Лезгины        | 79                | 0,28 %   |
| Украинцы       | 55                | 0,19 %   |
| Армяне         | 53                | 0,19 %   |
| Ногайцы        | 46                | 0,16 %   |
| Корейцы        | 43                | 0,15 %   |
| Кумыки         | 32                | 0,11 %   |
| Узбеки         | 30                | 0,11 %   |
| Другие         | 1585              | 5,57 %   |
| Итого          | 28 459            | 100,00 % |

## Административное деление
Лиманский район как административно-территориальная единица включает в свой состав 1 посёлок городского типа и 4 сельсовета.
В Лиманский район как муниципальное образование со статусом муниципального района входят 5 муниципальных образований, в том числе 1 городское и 4 сельских:
| №        | Муниципальное образование | Административный центр | Количество населённых пунктов | Население | Площадь, км² |
| -------- | ------------------------- | ---------------------- | ----------------------------- | --------- | ------------ |
| 1e-06    | Городское поселение:      |                        |                               |           |              |
| 1        | Рабочий посёлок Лиман     | рабочий посёлок Лиман  | 22                            | ↗9014     | 1787,32      |
| 1.000002 | Сельские поселения:       |                        |                               |           |              |
| 1.000003 | Басинский сельсовет       | село Басы              | 2                             | ↘642      | 1313,24      |
| 2        | Зензелинский сельсовет    | село Зензели           | 1                             | ↘2823     | 56,70        |
| 3        | Олинский сельсовет        | село Оля               | 3                             | ↗3416     | 178,17       |
| 4        | Промысловский сельсовет   | село Промысловка       | 2                             | ↗1498     | 609,42       |
| 5        | Яндыковский сельсовет     | село Яндыки            | 2                             | ↗3362     | 484,09       |

Законом Астраханской области от 2 апреля 2015 года № 21/2015-ОЗ, муниципальные образования и административно-территориальные единицы «Бударинский сельсовет» и «Воскресеновский сельсовет» преобразованы путём объединения в муниципальное образование и административно-территориальную единицу «Бударинский сельсовет» с административным центром в селе Бударино.
Законом Астраханской области от 25 мая 2017 года № 23/2017-ОЗ были преобразованы, путём их объединения, муниципальные образования и административно-территориальные единицы «Бирючекосинский сельсовет», «Бударинский сельсовет», «Камышовский сельсовет», «Караванненский сельсовет», «Кряжевинский сельсовет», «Рабочий посёлок Лиман», «Михайловский сельсовет», «Новогеоргиевский сельсовет», «Проточенский сельсовет» и «Рынковский сельсовет» в городское поселение «Рабочий посёлок Лиман» с административным центром в рабочем посёлке Лиман.
Законом Астраханской области от 20 декабря 2021 года № 132/2021-ОЗ с 1 января 2022 года с рабочим посёлком Лиманом объединён Басинский сельсовет.

## Населённые пункты
В Лиманском районе 30 населённых пунктов.
| №  | Населённый пункт              | Тип             | Население | Муниципальное образование |
| -- | ----------------------------- | --------------- | --------- | ------------------------- |
| 1  | Басинск                       | посёлок         | ↘141      | Рабочий посёлок Лиман     |
| 2  | Баста                         | село            | →21       | Олинский сельсовет        |
| 3  | Басы                          | село            | ↘997      | Рабочий посёлок Лиман     |
| 4  | Бирючья Коса                  | село            | ↗1005     | Рабочий посёлок Лиман     |
| 5  | Бударино                      | село            | ↘591      | Рабочий посёлок Лиман     |
| 6  | Воскресеновка                 | село            | ↗252      | Рабочий посёлок Лиман     |
| 7  | Вышка                         | село            | ↘189      | Рабочий посёлок Лиман     |
| 8  | Дальнее                       | село            | ↗78       | Рабочий посёлок Лиман     |
| 9  | Железнодорожного разъезда № 4 | посёлок         | ↘0        | Рабочий посёлок Лиман     |
| 10 | Железнодорожного разъезда № 6 | посёлок         | ↗251      | Яндыковский сельсовет     |
| 11 | Забурунное                    | село            | →109      | Рабочий посёлок Лиман     |
| 12 | Заречное                      | село            | ↗1469     | Рабочий посёлок Лиман     |
| 13 | Зензели                       | село            | ↘2823     | Зензелинский сельсовет    |
| 14 | Зорино                        | село            | →35       | Рабочий посёлок Лиман     |
| 15 | Камышово                      | село            | ↗748      | Рабочий посёлок Лиман     |
| 16 | Караванное                    | село            | ↘1773     | Рабочий посёлок Лиман     |
| 17 | Кряжевое                      | село            | ↘658      | Рабочий посёлок Лиман     |
| 18 | Лесное                        | село            | ↗2221     | Олинский сельсовет        |
| 19 | Лиман                         | рабочий посёлок | ↗9014     | Рабочий посёлок Лиман     |
| 20 | Михайловка                    | село            | ↘1122     | Рабочий посёлок Лиман     |
| 21 | Новогеоргиевск                | село            | ↗571      | Рабочий посёлок Лиман     |
| 22 | Олейниково                    | посёлок         | ↗33       | Промысловский сельсовет   |
| 23 | Оля                           | село            | ↘1548     | Олинский сельсовет        |
| 24 | Песчаное                      | село            | ↘376      | Рабочий посёлок Лиман     |
| 25 | Промысловка                   | село            | ↗1654     | Промысловский сельсовет   |
| 26 | Проточное                     | село            | ↘598      | Рабочий посёлок Лиман     |
| 27 | Рынок                         | село            | ↘193      | Рабочий посёлок Лиман     |
| 28 | Судачье                       | село            | ↘284      | Рабочий посёлок Лиман     |
| 29 | Яндыки                        | село            | ↘3111     | Яндыковский сельсовет     |
| 30 | Яр-Базар                      | село            | ↗262      | Рабочий посёлок Лиман     |

## Экономика
Экономика района представлена промышленностью, сельским хозяйством, капитальным строительством. В районе находится порт Оля — южный форпост России на Каспии. Он расположен в 100 км южнее г. Астрахани на 68-м километре Волго-Каспийского канала в районе села Оля. Основной вид деятельности — перевалка генеральных, контейнерных и автопаромных грузов.